# Музыкальный фильм
Музыка́льный фильм — разновидность звукового кино. Жанр киноискусства, особенность которого состоит в том, что актёры фильма не только участвуют в диалогах, но и исполняют песни, содержание которых дополняет сюжет. Множество музыкальных фильмов снимается на основе мюзиклов и оперетт. Также музыкальные фильмы часто становятся удобным форматом для профессиональных певцов, приглашённых играть главные роли. К музыкальным также относят фильмы, в которых актёры не поют, а танцуют под музыку, причём эти танцы являются частью сюжета (один из них, например, «Зимний вечер в Гаграх»).
По определению Сергея Эйзенштейна: 
музыкальным мы полагаем фильм не тогда, когда в какой-то момент на экран вылезает гармонист, в другой момент поется частушка, а в остальное время — фильм просто разговорный.
Музыкальным мы полагаем такой фильм, где отсутствие музыки на экране читается как пауза или цезура: пусть иногда в целый ролик длины, но столь же строгого учета (чтобы не сказать — счета), как ритмически учтенный перерыв звучания, как строго отсчитанные такты молчания в единой общей системе тактов звучания.

В таком случае музыкальная непрерывность сквозь картину ненарушима; и если с экрана выключена музыка явственная, то в не менее строгом музыкальном ходе ее продолжает и ведет дальше «музыка диалога», а не просто буркание реплик, пластическое чередование элементов пейзажа, трепетно разворачивающаяся ткань переживаний персонажей, монтажный ритм внутри эпизодов и ритм монтажной связи эпизодов между собой.
Сергей Эйзенштейн. Избранные произведения в 6 томах // Искусство : издательство. — 1964. — Т. 3. — С. 582—583.
Первым в истории музыкальным фильмом стал «Певец джаза» снятый в США, («The Jazz Singer», 1927); в Европе — «Под крышами Парижа» (1930) Рене Клера, в Советском Союзе — «Весёлые ребята» (1934).